# 243591 Ignacostantino
243591 Ignacostantino è un asteroide della fascia principale. Scoperto nel 1998, presenta un'orbita caratterizzata da un semiasse maggiore pari a 2,6797584 UA e da un'eccentricità di 0,3485612, inclinata di 8,10552° rispetto all'eclittica.